# Nyctinomops macrotis
Nyctinomops macrotis је сисар из реда слепих мишева и фамилије Molossidae. 

## Угроженост
Ова врста није угрожена, и наведена је као последња брига јер има широко распрострањење.

## Распрострањење
Врста је присутна у Аргентини, Бразилу, Венецуели, Гвајани, Доминици, Доминиканској Републици, Еквадору, Јамајци, Канади, Колумбији, Куби, Мексику, Сједињеним Америчким Државама, Суринаму, Француској Гвајани и Хаитију.

## Популациони тренд
Популациони тренд је за ову врсту непознат.

## Станиште
Врста Nyctinomops macrotis има станиште на копну.